# Pachydactylus maraisi
Espèce
Pachydactylus maraisi est une espèce de geckos de la famille des Gekkonidae.

## Répartition
Cette espèce est endémique de Namibie.

## Étymologie
Cette espèce est nommée en l'honneur de Johan Marais.

## Publication originale
- Heinicke, Adderly, Bauer & Jackman, 2011 : A long-known new species of gecko allied to Pachydactylus bicolor (Squamata: Gekkonidae) from the central Namibian coast. African Journal of Herpetology, vol. 60, n. 2, p. 11-129.